# Palikir
Ne doit pas être confondu avec Palikí.
Palikir est la capitale fédérale des États fédérés de Micronésie depuis 1989. Elle se trouve sur l'île de Pohnpei, dans l'État du même nom que l'île, dans la municipalité de Sokehs.

## Géographie
Palikir est située dans le nord-ouest de l'île de Pohnpei, dans l'État du même nom, dans la municipalité de Sokehs. Palikir constitue le centre d'un district rural situé à six miles à l'ouest de Kolonia, la capitale de l'État de Pohnpei.
Elle est la nouvelle capitale de la Micronésie en remplacement de Kolonia, la plus grande ville de l'île et de l'État de Pohnpei. Sa population était estimée à 6 227 habitants en 2004 ou 9 900 selon la définition retenue pour le district.
La ville, essentiellement administrative, abrite également les bureaux du Président et des dirigeants des différents États de la Micronésie.

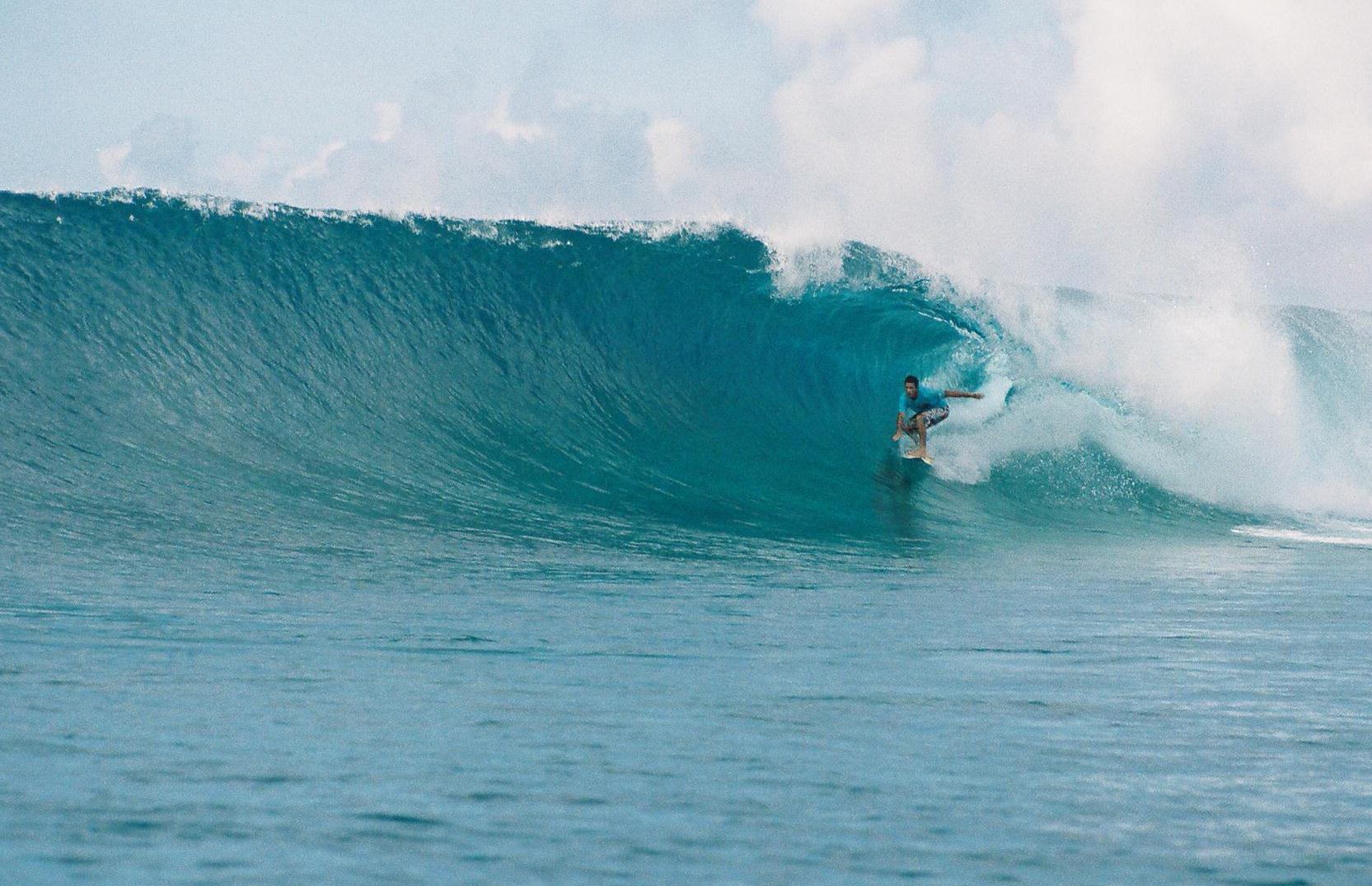
Spot de surf à Palikir.

## Histoire
Palikir est le site d'un terrain d'aviation, le Palikir Airfield Number 2, construit par la Marine impériale japonaise sous le commandement du capitaine Kitawaga. Il n'a jamais été utilisé, car il fut bombardé peu après son achèvement.
Le site a été réutilisé pour abriter les bâtiments du gouvernement et du congrès des États fédérés de Micronésie, construits dans les années 1980.

## Climat
La ville de Palikir se situe dans un climat tropical :
| Mois                              | jan. | fév. | mars | avril | mai | juin | jui. | août | sep. | oct. | nov. | déc. | année |
| --------------------------------- | ---- | ---- | ---- | ----- | --- | ---- | ---- | ---- | ---- | ---- | ---- | ---- | ----- |
| Température minimale moyenne (°C) | 23   | 24   | 23   | 23    | 23  | 23   | 22   | 22   | 22   | 22   | 22   | 23   | 23    |
| Température maximale moyenne (°C) | 30   | 30   | 30   | 30    | 30  | 30   | 31   | 31   | 31   | 31   | 31   | 30   | 30    |
| Précipitations (mm)               | 300  | 260  | 360  | 440   | 490 | 430  | 440  | 420  | 400  | 410  | 410  | 420  | 4 790 |

| Diagramme climatique                                  |         |         |         |         |         |         |         |         |         |         |         |
| J                                                     | F       | M       | A       | M       | J       | J       | A       | S       | O       | N       | D       |
| 3023300                                               | 3024260 | 3023360 | 3023440 | 3023490 | 3023430 | 3122440 | 3122420 | 3122400 | 3122410 | 3122410 | 3023420 |
| Moyennes : • Temp. maxi et mini °C • Précipitation mm |         |         |         |         |         |         |         |         |         |         |         |

## Démographie
Palikir comptait 6 277 habitants en 2004.